# 황설탕

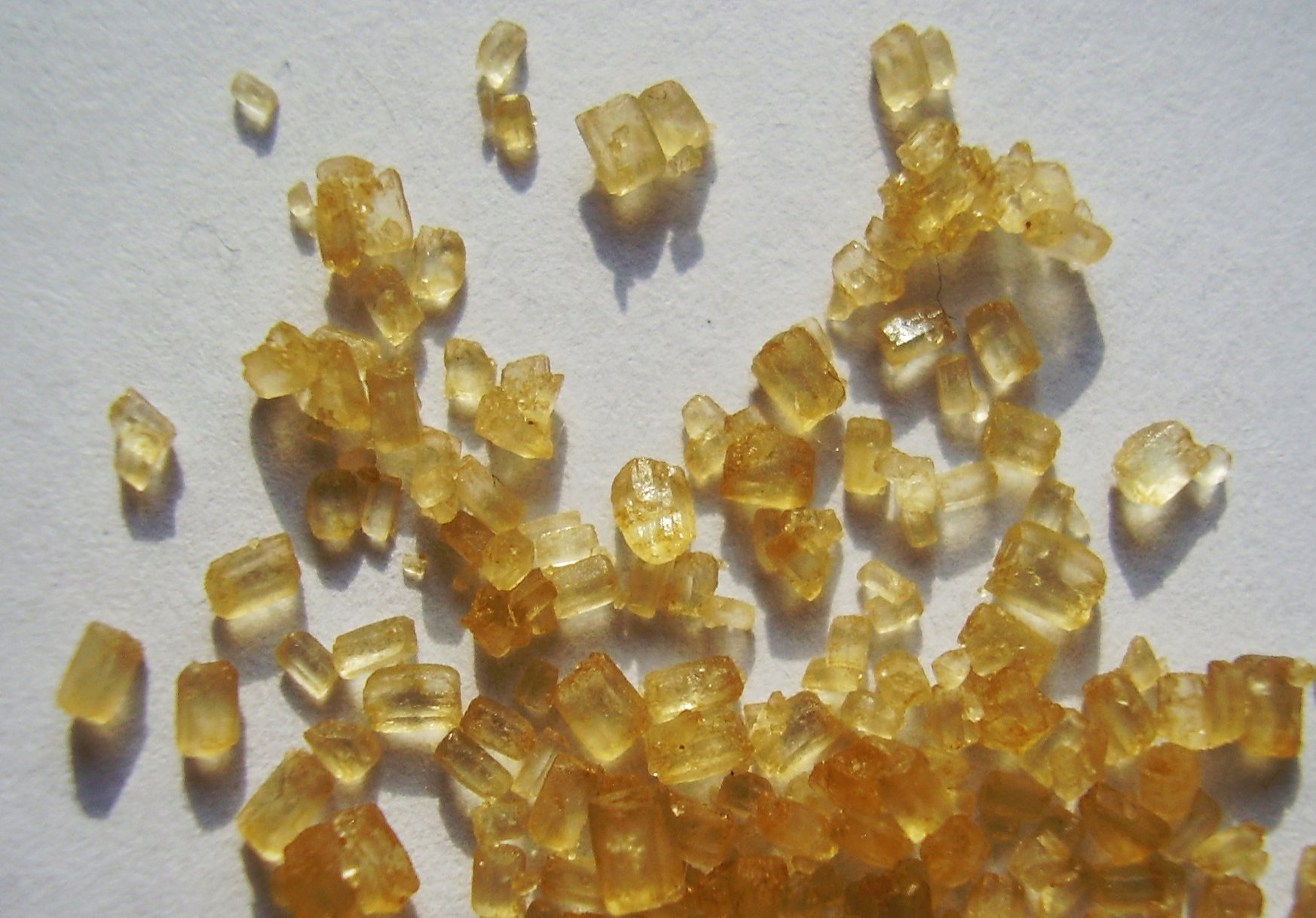
황설탕 결정의 모습

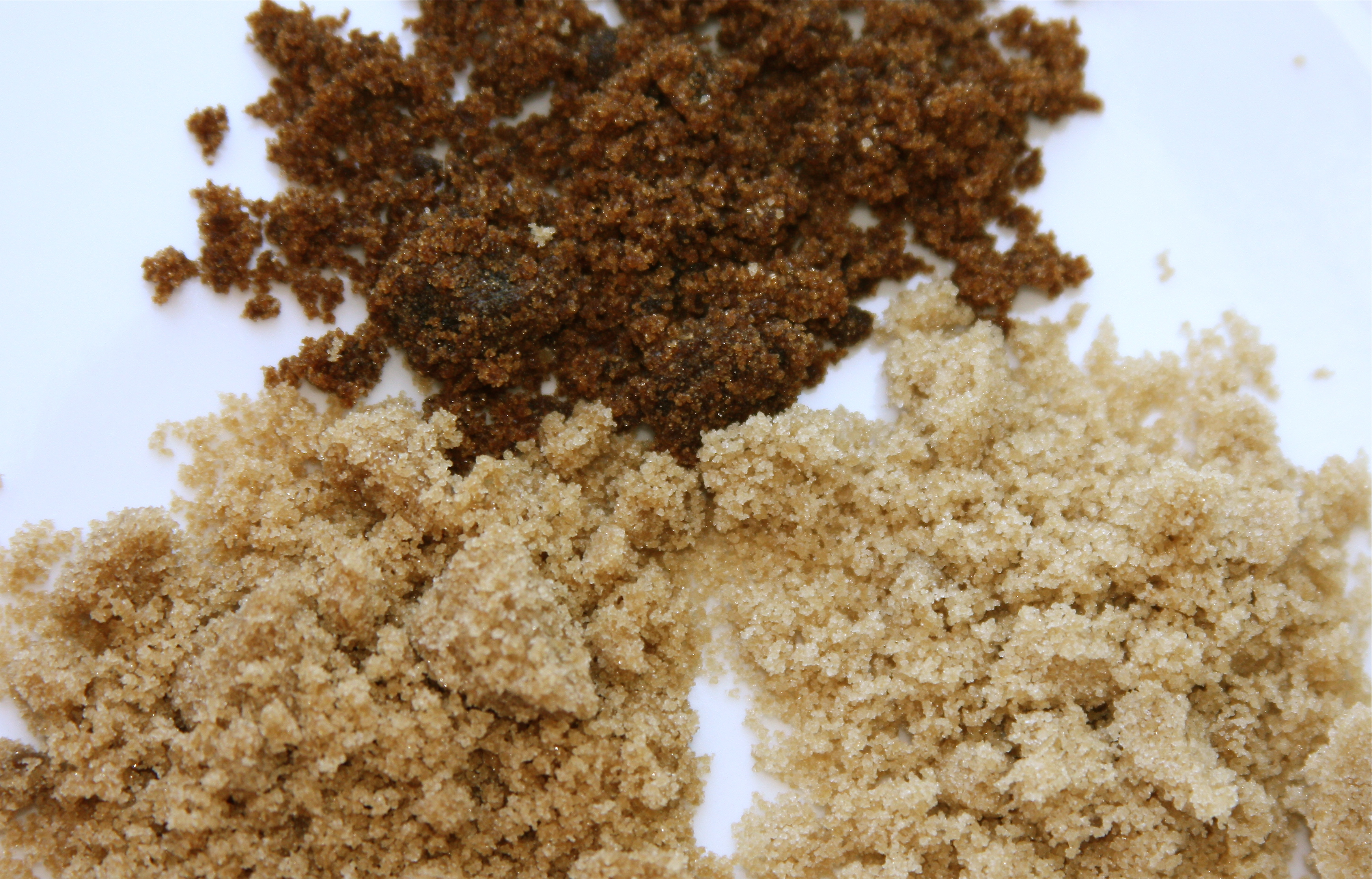
흑설탕인 머스코바도 설탕과 두 종류의 황설탕(짙은 황설탕과 옅은 황설탕)

황설탕(黃雪糖, brown sugar)은 당밀이 존재하는 까닭에 백설탕에 비해 짙은 색을 띠는 수크로스 당이다. 짙은 황설탕(dark brown sugar)과 옅은 황설탕(light brown sugar)이 있다.
국제 식품 규격 위원회는 황설탕 기준으로 최소 88%의 수크로스에 전화당 시럽을 포함할 것을 요구한다. 상업용 황설탕에는 전체 부피를 기반으로 3.5%(옅은 황설탕)에서 6.5%(짙은 황설탕)에 이르는 당밀을 포함하고 있다. 총 무게를 기반으로 일반적인 상업용 황설탕은 최대 10%의 당밀을 포함한다.
입자 크기는 다양하지만 일반적으로 과립 백설탕보다는 더 작은 편이다. 산업용 제품은 정제당을 기반으로 하며 입자 크기는 약 0.35 밀리미터이다.

## 생산
황설탕은 완전히 정제된 백설탕 결정에 사탕수수 당밀을 추가함으로써 생산되며, 설탕 결정 대비 당밀의 비율을 더 조심스럽게 제어하여 제조 비용을 낮출 수 있다.

## 영양가
황설탕은 물이 존재하기 때문에 질량 기준으로 백설탕에 비해 열량이 조금 더 낮다. 100그램의 황설탕에는 373 칼로리를 포함하며, 반면 백설탕이 396 칼로리에 달한다. 그러나 황설탕은 더 작은 결정 크기로 인해 백설탕보다 더 촘촘히 밀집되어 있으므로 부피 기준으로는 열량이 더 많다.

## 같이 보기
- 캐러멜화
- 백설탕
- 흑설탕